# Илинден (1924)
Вижте пояснителната страница за други значения на Илинден.
„Илинден“ (изписване до 1945 година: „Илиндень“) е български вестник, орган на Македонската младежка културно-просветна организация „Пелистер“ в Бургас.
Печата се в печатница „Н. В. Велчев“. Излиза 1 брой. Вестникът стои на националистически позиции.